# Iglesia de Nuestra Señora del Pilar (Canfranc)
La iglesia parroquial de Nuestra Señora del Pilar en Canfranc-Estación, en el término municipal de Canfranc (Provincia de Huesca, España) es obra del arquitecto Miguel Fisac Serna y fue consagrada en 1969. Se integra en clara armonía con el magnífico paisaje pirenaico en el que se inserta. Resuelve el programa de un complejo parroquial rural, compuesto por un templo y todos los servicios anejos de sacristía, despacho parroquial, archivo, salón parroquial y vivienda del párroco.
En 2007 fue declarada Bien de Interés Cultural, en la categoría de Monumento, publicándose en el Boletín Oficial de Aragón del día 20 de octubre de 2007, por el Decreto 257/2007, de 2 de octubre, del Gobierno de Aragón.
El conjunto parroquial está presidido por el volumen ocupado por el templo, el cual se dispone en forma de abanico, cerrado por un muro frontal sinuoso y con una cubierta de gran pendiente casi paralela a la ladera. Completan el conjunto los anejos adosados en los laterales del templo, al norte los servicios parroquiales y al sur la vivienda del párroco.
El interior del templo tiene una fuerte carga simbólica y sigue las prescripciones del Concilio Vaticano II configurando un lugar idóneo para la reunión de la asamblea eucarística. Destaca el prodigioso dominio de la luz materializado en los muros desnudos de piedra sobre los que se sajan aberturas precisas por las que la luz penetra y tensa mágicamente el espacio.
La iglesia es de una gran sinceridad constructiva y combina el sistema tradicional de muros de carga de mampostería de piedra, con una estructura de cubierta prefabricada formada por cerchas metálicas triangulares. La cobertura de todo el inmueble se realiza mediante bandejas de aluminio en su color. La elección de este material resulta muy acertada en su contexto, puesto que el aluminio plateado refleja la luz y aporta ligereza al conjunto.
La mesa de altar, sede, ambón, base de sagrario, pila bautismal, dos pilas de agua bendita, columna de la Virgen del Pilar y paragüero en piedra tallada, son también obras de Frisac. Pero lo más destacable artísticamente en su interior es una colección de tallas de los siglos del XVI al XVIII, procedente de otras iglesias, como son el Cristo Crucificado en madera policromada del siglo XVI, procedente de la Iglesia parroquial de Tiermas, la Virgen del Pilar en madera policromada del siglo XVIII, procedente de la antigua iglesia parroquial de la partida de Los Arañones o la Inmaculada Concepción en escayola policromada del siglo XX.
Por último, podemos decir que la iglesia parroquial de Canfranc-Estación conserva gran parte de su autenticidad e integridad, a pesar de haber sufrido algunas obras de reconstrucción a causa de los desperfectos provocados por un alud.

## BIbliografía
- Este artículo incluye contenido derivado de una disposición relativa al proceso de protección, incoación o declaración de un bien cultural o natural publicada en el BOA n.º 145 el 20 de diciembre de 2006 (texto), el cual está libre de restricciones conocidas en virtud del derecho de autor de conformidad con lo dispuesto en el artículo 13 de la Ley de Propiedad Intelectual española.